# Mieke van der Burg
Maria Martha (Mieke) van der Burg (Almelo, 6 augustus 1945) is een Nederlands voormalig politica van het PvdA. Ze was een juriste en hield zich dan ook voornamelijk bezig met justitie (civiel- en familierecht, rechtshulp), maar ook met emancipatie en volkshuisvesting. Van der Burg was negen jaar lid van de Tweede Kamer, in de periode van 1989 tot 1998. Voordat ze Kamerlid werd was ze actief in de Rooie Vrouwen, een vrouwenorganisatie in de periferie van de PvdA. Van deze organisatie was Van der Burg de laatste voorzitter.
Van der Burg studeerde Nederlands recht aan de Rijksuniversiteit Utrecht van 1964 tot 1970. Later volgde ze nog diverse managementcursussen en een opleiding mediation. Na haar studie Nederlands recht ging ze te werk als juriste bij de gemeente Amsterdam. Dit deed ze drie jaar, waarna ze overstapte naar de gemeente Utrecht, waar ze eveneens werkte als juriste. Hier werkte ze vijf jaar. Van 1979 tot 1984 werkte ze, nog steeds bij de gemeente Utrecht, als coördinator stadsvernieuwing. Ze bleef werken in Utrecht bij verschillende bedrijven tot 1989. Van 1989 tot 1998 was Van der Burg lid van de Tweede Kamer, waar ze woordvoerder was van de volkshuisvesting, emancipatiezaken en justitie, namens de Tweede Kamerfractie van de Partij van de Arbeid. Ze hield zich verder bezig met binnenlandse zaken. Vanaf 2000 werkte Van der Burg als zelfstandig mediator. Van 1 juni 2003 tot 1 juni 2009 was ze ondervoorzitter van de Commissie Gelijke Behandeling, een door de Nederlandse overheid ingestelde commissie die zich bezighoudt met de bestrijding van discriminatie en het bevorderen van een gelijke behandeling. Momenteel is ze voorzitter van de Vereniging Vrouw en Recht (VVR). Dit doet ze sinds 2008.
Ze is geboren op de dag van de atoombomaanval op de Japanse havenstad Hiroshima.
- Parlement.com: vg09llqoc3qu